# Pakem (Sukolilo)
Pakem is een bestuurslaag in het regentschap Pati van de provincie Midden-Java, Indonesië. Pakem telt 4644 inwoners (volkstelling 2010).